# Zsinóron
A Zsinóron (eredeti címén Strings) 2004-ben készült színes angol–dán–norvég–svéd bábfilm.
„A világ első teljesen integrált bábfilmje”, különleges képi világgal. A film egyedi szépségét az adja, hogy a bábok mozgatásához a marionett-technikát használják, és a zsinórokat nem szükséges rossznak, eltakarandó segédeszköznek tekintik, hanem beépülnek a film világába (például a fejet tartó zsinór elszakadása jelenti a halált).

## Történet
|  | Alább a cselekmény részletei következnek! |

Hal Tara herceg holtan találja apját, Hebalon uralkodóját. Menekülnie kell, hogy mentse az életét. Rabszolgának álcázva magát elindul, és útja során szembe kell szállnia a múltját érintő, fájdalmas igazságokkal, és a bizonytalan jövővel…
Habalon királya öngyilkos lesz, hogy halálával békét hozzon népének, kiengesztelhesse a Zeritheket, akik saját személyes bűnei miatt lettek ellenségei. Gonosz fivére, Nezo azonban megakadályozza a békekötést, sőt elhiteti az ifjú trónörökössel, hogy a Zerithek voltak apja gyilkosai. A fiú elindul tehát, hogy bosszút álljon a Zeritheken. Miközben vélt szövetségesei ellene fordulnak, s húgát is meggyilkolják, az ellenségnek hitt Zerithek között rátalál a szerelemre és az eltitkolt igazságra.
|  | Itt a vége a cselekmény részletezésének! |

## Szereplők
| Szereplő | Hangja             | Hangja                  | Hangja              | Hangja        |
| Szereplő | Dán                | Svéd                    | Angol               | Magyar        |
| -------- | ------------------ | ----------------------- | ------------------- | ------------- |
| Hal      | Jens Jacob Tychsen | Jonas Karlsson          | James McAvoy        | Rába Roland   |
| Zita     | Iben Hjejle        | Melinda Kinnaman        | Catherine McCormack | Huszárik Kata |
| Kahro    | Henning Moritzen   | Gösta Bredefeldt        | Julian Glover       |               |
| Nezo     | Jesper Langberg    | Sten Ljunggren          | Derek Jacobi        | Konrád Antal  |
| Ghrak    | Jens Arentzen      | Anders Ahlbom Rosendahl | Ian Hart            |               |
| Jhinna   | Marina Bouras      | Jasmine Heikura         | Claire Skinner      |               |
| Erito    | Søren Spanning     | Niklas Falk             | David Harewood      | Sörös Sándor  |
| Eike     | Pernille Højmark   | Marika Lagercrantz      | Samantha Bond       |               |

## Díjak
- Katalóniai Nemzetközi Filmfesztivál: Citizen Kane-díj a legjobb rendezői teljesítményért (2004)
- Katalóniai Nemzetközi Filmfesztivál: a legjobb európai fantasy filmnek járó ezüst nagydíj – külön elismerés (2004)
- Robert fesztivál: Robert-díj (2006)
- Titanic Filmfesztivál közönségdíja (2005)